# Anna Torrodà Ricart
Anna Torrodà Ricart (Barcelona, Catalunya; 21 de gener de 2000) és una futbolista catalana que actualment juga com a defensa central o migcampista al Llevant UE de la Primera Divisió.

## Trajectòria
Des dels 9 i fins als 13 anys, Torrodà va ser jugadora de les categories inferiors del RCD Espanyol, equip que deixà quan va fitxar pel Futbol Club Barcelona cadet-juvenil. La temporada 2016/17 va donar el salt al filial del club blaugrana, de Segona Divisió, en el qual va romandre fins a finals de la temporada següent. Debutà amb el primer equip del FC Barcelona en partits amistosos, però en l'estiu de 2018 va tornar al RCD Espanyol, en aquesta ocasió per jugar al primer equip.
Aquell mateix estiu va aconseguir proclamar-se campiona d'Europa sub-19 amb la selecció espanyola en el torneig disputat a Suïssa, aconseguint entrar en l'11 ideal del campionat triat per la UEFA.
La temporada 2018-19 va debutar en Primera Divisió amb el RCD Espanyol, marcant el seu primer gol en la màxima categoria al març de 2019 davant l'Athletic Club. A l'abril va ser una de les jugadores que van disputar el partit on el RCDE Stadium, estadi del RCD Espanyol masculí, va obrir les portes per primera vegada al futbol femení.
La temporada 2019-20 va continuar en la disciplina de l'equip perico, i va continuar durant tota la campanya sent una de les habituals en les convocatòries de la selecció espanyola sub-20. L'any vinent, fitxaria pel València CF.